# Dactylorhize de mai
Dactylorhiza majalis
Espèce
Classification phylogénétique
Statut CITES
Statut de conservation UICN

 LC  : Préoccupation mineure
Le Dactylorhize à larges feuilles, Dactylorhize de mai  ou Orchis de mai (Dactylorhiza majalis) est une espèce de plantes terrestres européenne de la famille des Orchidaceae.

## Description

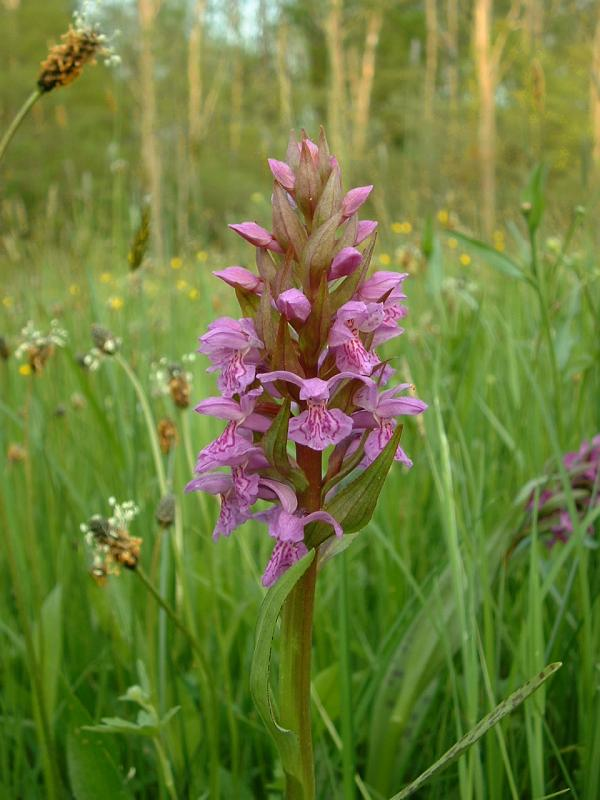
Dactylorhize de mai

Cette espèce à tige creuse, atteint 20 à 40 cm de haut, ses feuilles sont presque toujours maculées de violet, oblongues, lancéolées, les supérieures bractéiformes. L'inflorescence est dense avec des bractées dépassant souvent les fleurs. Celles-ci sont pourpres, rarement lilas clair. Les sépales latéraux sont écartés, le sépale supérieur et les deux pétales latéraux forment un casque. Le labelle est trilobé, au centre plus clair, maculé de dessins violets. L'éperon est plutôt descendant, un peu moins long que l'ovaire.

## Floraison
avril-juillet.

## Habitat
C'est une espèce de pleine lumière, des prairies humides peu amendées, ou des zones marécageuses.

## Aire de répartition
Ouest de l'Europe, Europe centrale,  nord de l'Espagne et du nord de l'Italie au sud de la Scandinavie. 

## Synonymes
- Dactylorchis majalis (Reichenb.) Verm.
- Orchis majalis Rchb.

## Sous-espèces
- la sous-espèce type Dactylorhiza majalis subsp. majalis se rencontre jusqu'à 1 800 m.
- Dactylorhiza majalis subsp. alpestris, l'Orchis alpestre, d'aspect plus trapu, se rencontre uniquement en altitude, jusqu'à 2 000 m.
- Dactylorhiza parvimajalis, Dactylorhize petit-majalis ou Petit Orchis de mai.
- Dactylorhiza majalis subsp. praetermissa, Orchis négligé.
- Dactylorhiza majalis subsp. traunsteineri, Orchis de Traunsteiner.
- Dactylorhiza majalis subsp. sphagnicola, Orchis des sphaignes.
- Dactylorhiza majalis subsp. lapponica, Dactylorhiza pseudocordigera ou Orchis de Laponie.

## Vulnérabilité
L'espèce est en très forte régression à la suite de la diminution des zones humides et des prairies non amendées. Elle est classée NT : Espèce quasi menacée.
En France, elle est protégée dans les régions Bretagne, Centre-Val de Loire et Normandie.